# Dušan Ovčarik
Dušan Ovčarik es un deportista eslovaco que compitió en piragüismo en la modalidad de eslalon. Ganó dos medallas en el Campeonato Europeo de Piragüismo en Eslalon, oro en el año 2000 y plata en 2004.

## Palmarés internacional
| Campeonato Europeo | Campeonato Europeo | Campeonato Europeo | Campeonato Europeo |
| Año                | Lugar              | Medalla            | Competición        |
| ------------------ | ------------------ | ------------------ | ------------------ |
| 2000               | Mezzana (Italia)   | Medalla de oro     | C1 por equipos     |
| 2004               | Skopie (Macedonia) | Medalla de plata   | C1 por equipos     |